# Clytia warreni
Clytia warreni is een hydroïdpoliep uit de familie Campanulariidae. De poliep komt uit het geslacht Clytia. Clytia warreni werd in 1919 voor het eerst wetenschappelijk beschreven door Stechow. 